# Locanda delle Fate
Locanda delle Fate è un gruppo musicale di progressive italiano originario della zona di Asti. Fondato nel 1977, il gruppo si sciolse nel 1980 dopo aver inciso un unico album (Forse le lucciole non si amano più). Alla fine degli anni novanta la formazione si è ricostituita, pubblicando un secondo lavoro, Homo homini lupus, per poi riformarsi nel 2010 e produrre altri 3 album.

## Storia
La Locanda delle Fate si affacciò sulla scena discografica italiana nel 1977, con l'uscita del loro primo e unico album per la Polydor, Forse le lucciole non si amano più. Lo stile di quest'opera collocava il gruppo nettamente nella tradizione del rock progressivo italiano (Premiata Forneria Marconi, Banco del Mutuo Soccorso) che, negli ultimi anni del decennio, stava declinando in Italia come all'estero. L'album venne salutato dalla critica come uno degli esempi più compiuti di progressive romantico realizzato in Italia, ma non ebbe successo commerciale. Il gruppo pubblicò due singoli più commerciali nel 1978 (New York / Nove Lune, in formazione a cinque, dopo l'abbandono di Sasso e Mazzoglio) e nel 1980 (Annalisa / Volare Un Pò Più In Alto, col terzetto superstite Vevey, Boero e Conta e sotto il nome abbreviato "La Locanda") per poi sciogliersi.
Negli anni successivi Alberto Gaviglio pubblicherà un singolo nel 1981 (Qualcosa Resterà / Vacci Piano), Ezio Vevey, oltre a collaborare con artisti come Edoardo De Angelis, Krisma e Paolo Conte (sue le chitarre sul disco Un Gelato Al Limon), esordisce da solista nel 1986 col singolo "Il Lato Sporco Di Noi" (che sarà poi rielaborato dalla Locanda Delle Fate nel 1999), mentre Luciano Boero diventerà l'autore di diversi brani fra cui la celebre "Donna Con Te", portata al successo da Anna Oxa e dai Kaoma.
Tra la fine degli anni ottanta e l'inizio degli anni novanta il progressive e il neoprogressive italiani iniziarono ad avere nuovamente un proprio pubblico (sia in Italia che all'estero, in particolare Giappone e Corea), e nel 1993 venne pubblicato un disco dal vivo della Locanda, Live, tratto da una registrazione del 1977. Contemporaneamente, il gruppo iniziò a considerare la possibilità di dar luogo a una "reunion". Nel 1999 fu pubblicato il secondo album della Locanda delle Fate, Homo homini lupus. La formazione non era la stessa del '77 (mancavano il cantante Leonardo Sasso e il tastierista Michele Conta, che appare in un solo brano). L'album fu abbastanza apprezzato ma viene in genere considerato decisamente inferiore al precedente.
Nel 2006 La Locanda aveva annunciato una imminente ricostituzione del gruppo nella sua formazione originale e l'intenzione di lavorare a un nuovo album, prodotto da Niko Papathanassiou (fratello di Vangelis e produttore di Forse le lucciole non si amano più), ma il progetto è fallito. A seguito di quell'esperienza Michele Conta pubblica un singolo intitolato Notte Infinita, dalle sonorità ispirate al disco d'esordio, preludio ad un album intitolato Dalla Locanda delle Fate in poi... che però non ha mai visto la luce.
Il 17 luglio 2010 la Locanda delle Fate si è esibita ad Asti in occasione della rassegna Asti Musica, con la nuova formazione ufficiale dall'aprile 2010, che vede i fondatori Giorgio Gardino alla batteria, Luciano Boero al basso, Oscar Mazzoglio alle tastiere e Leonardo Sasso alla voce, a cui si sono aggiunti Massimo Brignolo alla chitarra solista e Maurizio Muha al pianoforte e minimoog. Ezio Vevey ed Alberto Gaviglio hanno eseguito un brano unplugged: non chiudere a chiave le stelle, Michele Conta è stato invitato sul palco come ospite.

Il concerto è stato aperto dal brano strumentale A volte un istante di quiete, durante il quale la giovane figlia di Giorgio Gardino, Giorgia, stava immobile al centro del palco vestita da lucciola e rannicchiata come sulla copertina del primo disco della band.

Curiosa la storia di Yasushi Tsuruta, un fan giapponese, che venuto a sapere della reunion del gruppo ha preso l'aereo ed ha assistito in prima fila al concerto di Asti; il super-fan è stato festeggiato da tutti i componenti, che lo hanno invitato sul palco e omaggiato di un loro raro manifesto, autografato sul momento.
È uscito il 4 febbraio 2012, in occasione del concerto al Teatro Alfieri di Asti, il nuovo CD "The Missing Fireflies" (Le lucciole mancanti) ovvero quei brani, finora inediti nella versione studio, che non poterono trovare posto sul primo LP "Forse le lucciole non si amano più". Inoltre, l'album contiene alcune tracce dal vivo tratte da un concerto del 1977, sempre al Teatro Alfieri.
Il 29 marzo 2012 viene pubblicato "Live in Bloom" (edizione solo in vinile), registrato la sera del 6 novembre 2010 presso il Bloom di Mezzago in occasione della Progvention.
Il Reunion tour prosegue per 6 anni e si conclude a maggio 2015 per un totale di 32 date, toccando Giappone, Messico, Belgio e Francia, ospitando in alcune date special guests come Francesco Di Giacomo e Aldo Tagliapietra e con la partecipazione a diversi prestigiosi festival nazionali ed internazionali.
Il 10 ottobre del 2016 la band annuncia sulla sua pagina ufficiale Facebook la volontà di chiudere definitivamente la propria carriera al termine di un ultimo tour (Farewell Tour 2017) in occasione del quarantennale dalla pubblicazione dell'album "Forse Le Lucciole Non Si Amano Più". I concerti, della durata prevista di due ore, includeranno la performance integrale dell'album del 1977 oltre ad estratti dal catalogo della band e a due nuovi brani inediti: Mediterraneo, che viene pubblicato come video/singolo su YouTube il 24 dicembre 2016 e Lettera Di Un Viaggiatore, che lo segue il 10 marzo dell'anno seguente. Ai concerti del Farewell Tour in alcune date selezionate parteciperanno inoltre i membri fondatori Ezio Vevey, Alberto Gaviglio e Michele Conta. Il tour si conclude dopo 10 date, che portano per la prima volta la band a suonare nel Sud Italia al Festival RockOn a Martirano Lombardo (in provincia di Catanzaro) ed in Brasile per due date, con un concerto/evento (opportunamente intitolato "The End") al teatro Alfieri di Asti il 9 dicembre 2017, concerto a cui hanno partecipano tutti i membri presenti e passati della band e che ha concluso esattamente dopo 40 la storia della band, almeno per quanto riguarda le performance dal vivo.
Il 13 luglio 2018 Michele Conta pubblica il brano musicale È nell'aria su YouTube, a cui partecipa Gavin Harrison, batterista dei King Crimson e Porcupine Tree; il brano è realizzato in parte agli studi Abbey Road di Londra. Nell'ottobre 2018 pubblica, sempre su YouTube, il brano Notte Infinita che vede alla batteria Lele Melotti. Il 25 ottobre 2019 esce il suo primo album da solista intitolato Endless nights pubblicato da AMS records e distribuito da BTF.

## Formazione
- Leonardo Sasso - voce (1977; 2010-presente)
- Luciano Boero - basso (1977-1980; 1999; 2010-presente)
- Giorgio Gardino - batteria (1977-1978; 1999; 2010-presente)
- Oscar Mazzoglio[9] - Hammond C3, tastiere (1977; 1999; 2010-presente)
- Maurizio Muha - pianoforte, minimoog, tastiere (2010-presente)
- Massimo Brignolo - chitarra solista (2010-presente)
- Ezio Vevey[10] - chitarra solista, voce (1977-1980; 1999; 2017) *
- Alberto Gaviglio[11] - flauto, chitarra, voce (1977-1978; 1999; 2017) *
- Michele Conta - pianoforte, tastiere (1977-1980)

*partecipa come special guest al tour d'addio eseguendo Non chiudere a chiave le stelle e Certe cose in alcune date.

## Discografia

### Album
- 1977 - Forse le lucciole non si amano più (Polydor) (LP / ristampato in CD)
- 1999 - Homo homini lupus (Vinyl Magic) (CD / ristampato in LP nel 2014)
- 2012 - The Missing Fireflies... (AltrOck Productions) (CD / LP)

### Singoli
- 1977 - Vendesi Saggezza / Non chiudere a chiave le stelle / Cercando Un Nuovo Confine (12" EP promo) (Polydor)
- 1977 - Non chiudere a chiave le stelle / Sogno di Estunno (45 giri) (Polydor)
- 1978 - New York / Nove lune (45 giri) (Polydor)
- 1980 - Annalisa / Volare un po' più in alto (45 giri) (RiFi) – con il nome di "La Locanda"
- 2016 - Mediterraneo (video)
- 2017 - Lettera di un Viaggiatore (video)

### Live
- 1993 - Live (Mellow Records) (CD)
- 2010 - Live in Bloom - Progvention - Nov 6th 2010 (AMS) (LP)
- 2013 - Bloom Live - Nov 6th 2010 (AMS) (CD+DVD)

### Tour
- 1977 - Phonogram... Mania
- 2010-2015 - Reunion Tour (32 date)
- 2017 - The Farewell Tour (10 date)